# كريستيان روبرتس (ممثل)
كريستيان روبرتس (بالإنجليزية: Christian Roberts)‏ هو ممثل بريطاني، ولد في 17 مارس 1944 في المملكة المتحدة.

## أعمال

### أفلام
- (1966) إلى المعلم مع الحب

## وصلات خارجية
- كريستيان روبرتس على موقع IMDb (الإنجليزية)
- كريستيان روبرتس على موقع الموسوعة البريطانية (الإنجليزية)
- كريستيان روبرتس على موقع قاعدة بيانات الفيلم (الإنجليزية)